# The Lonesome Trail (film 1914)
The Lonesome Trail è un cortometraggio muto del 1914 diretto da Colin Campbell

## Produzione
Il film fu prodotto dalla Selig Polyscope Company.

## Distribuzione
Distribuito dalla General Film Company, il film - un cortometraggio in una bobina - uscì nelle sale cinematografiche statunitensi il 18 settembre 1914.